# Doktor Watson
Dr John H. Watson är Sherlock Holmes levnadstecknare, följeslagare och stundom också kollega. Dr Watson är den som i det absoluta flertalet av berättelserna om Holmes för ordet.
Dr Watson är en kompetent läkare som tjänat i den brittiska armén under det andra afghankriget, där han sårades allvarligt i strid och därför återvänder till London. I En studie i rött presenteras han för Sherlock Holmes, som söker någon att dela bostad med. De kommer sedan att bli vänner och kolleger och uppleva en mängd äventyr tillsammans. Även efter att dr Watson har gift sig med Mary Morstan, som han träffar under fallet De fyras tecken, och flyttat iväg från våningen på Baker Street deltar han ofta vid lösandet av fall tillsammans med Sherlock Holmes.
Dr Watson är urtypen för fiktiva detektivers följeslagare. På film har han ofta framställts som lätt korkad (till exempel i Nigel Bruces rolltolkning i filmerna där Basil Rathbone spelar Holmes), men i originalberättelserna tonar han snarare fram som en normalintelligent person.
Senare aktörers tolkning av Watson har tagit fasta på Conan Doyles ursprungstanke. David Burkes respektive Edward Hardwickes Watsontolkningar i Granada Televisions Sherlock Holmes-serie (1984–1994) har både skinn på näsan och är intelligenta.
I nyinspelningen av Baskervilles hund (2002) med Richard Roxburgh i rollen som Sherlock Holmes spelas doktor Watson av Ian Hart. Hart gör i denna film Watson klyftig och tjänstvillig, med skinn på näsan. Han gör i likhet med Hardwickes och Burkes Watsons också Watson empatisk i kontrast till Sherlock Holmes kyla, allt efter Doyles ursprungliga sätt att beskriva Watson.
Det anses allmänt att Watsons ursprungliga funktion var att ge publiken någon att identifiera sig med i kontrast till den mer demoniska Sherlock Holmes.
Själva Watsonfiguren, det vill säga den geniale detektivens mindre geniale medhjälpare, förekommer i många andra deckare (till exempel kapten Hastings som Hercule Poirots enfaldige följeslagare) och är ofta jagberättare. Därigenom kan vissa viktiga detaljer bekvämt förbises, eftersom deras vikt inte är uppenbar för Watsonfiguren.